# گری اندرسون (تیرانداز)
گری اندرسون (انگلیسی: Gary Anderson؛ زادهٔ ۸ اکتبر ۱۹۳۹) تیرانداز اهل ایالات متحده آمریکا بود.
وی در مسابقات کشوری و بین‌المللی در مجموع برندهٔ ۲ مدال طلا شده‌است.